# Nympheal
Nympheal è il nome commerciale di una aldeide aromatica sintetica, caratterizzata da un intenso odore floreale di mughetto, talcato, anisico, acquoso. Viene usata per aggiungere note di mughetto a cosmetici, profumi e altri prodotti per la cura della persona e della casa. In profumeria è stata usata in Woman in Gold (Kilian, 2017) e Kimoji Peach (Kim Kardashian West, 2018).

## Storia
La sintesi di molecole che imitassero l'aroma di mughetto ha interessato i chimici fin dall'inizio del XX secolo. I primi composti artificiali ottenuti furono aldeide ciclamino (1919) e Lilial (1952). Quest'ultima fragranza ebbe un successo straordinario e fu ampiamente usata in prodotti cosmetici e casalinghi. Quando emersero problemi di tossicità l'uso di Lilial ebbe limitazioni d'uso, finché nel 2022 il suo impiego nei cosmetici fu vietato nell'Unione europea. Una delle molecole sviluppate per superare i problemi di Lilial fu Nympheal, sintetizzata da Andreas Goekel, Philip Kraft e collaboratori nei laboratori della Givaudan. Nympheal fu brevettata nel 2014 e immessa nel mercato nel 2016. Il nome Nympheal è stato ispirato dalla serie di dipinti Ninfee di Claude Monet.

## Proprietà
Nympheal è uno dei più potenti aromi di mughetto noti; caratterizzato da una soglia olfattiva di 0,02 ng/L, è oltre 20 volte più potente di Lilial (0,45 ng/L). La presenza di un "gruppo metile magico" sull'anello benzenico è stata considerata essenziale per ottenere un composto privo dei problemi di tossicità di Lilial. Si è ipotizzato che la funzione del gruppo metile sia impedire la degradazione metabolica della vicina catena aldeidica, evitando la formazione di derivati tossici dell'acido benzoico.

## Sintesi
Sono state esplorate varie vie di sintesi per arrivare a un ragionevole processo di produzione di Nympheal. La figura seguente illustra schematicamente la procedura. Si inizia da una miscela di 3- e 5-isobutil-1-metilcicloesene (1) e si conduce una deidrogenazione per aromatizzare l'anello (2). Una successiva bromurazione porta al bromoderivato 3; segue una reazione di Grignard con DMF per arrivare alla 4-isobutil-2-metil-benzaldeide (4). Questa è convertita al dimetil acetale (5), e la catena aldeidica viene allungata tramite una reazione di Müller-Cunradi-Pieroh con etilviniletere ottenendo (6). Infine una idrogenazione porta a Nympheal (7).

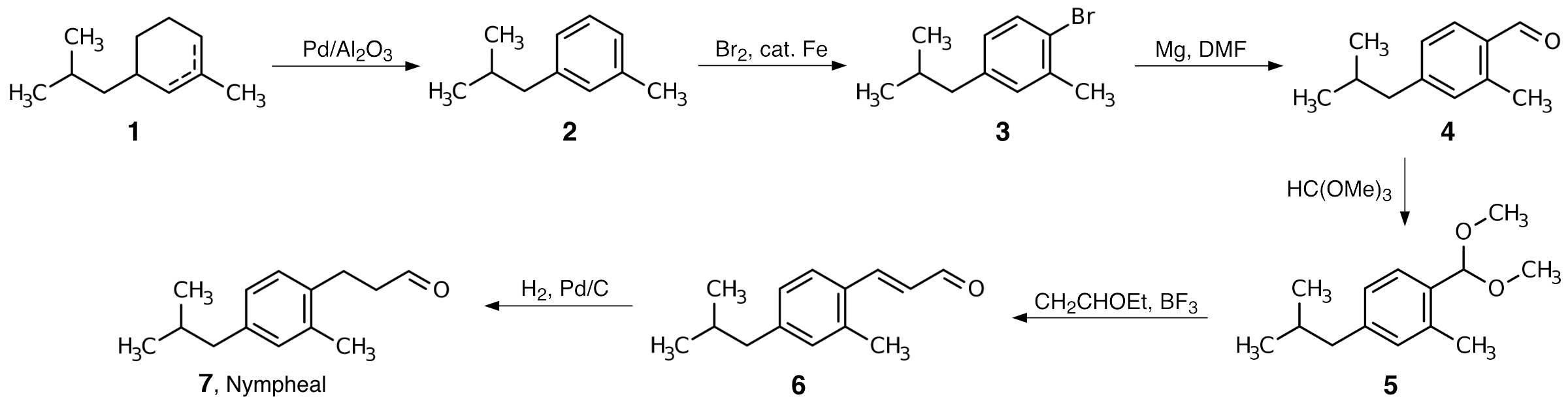
Schema del processo industriale di sintesi di Nympheal

Uno degli svantaggi di Nympheal è che sinora non è stato possibile sintetizzarla da materiali di partenza rinnovabili. È stato però individuato un processo sostenibile che porta a molecole molto simili a Nympheal, a partire da un derivato dell'estere di Hagemann.